# André Basdevant
Pour les articles homonymes, voir Basdevant.
André Basdevant, est un docteur en droit, avocat, administrateur civil et homme politique français, né le 3 décembre 1908 et mort le 31 octobre 1999.

## Biographie

### Jeunesse
Né dans une famille protestante de juristes réputés, André Basdevant est le fils de Jules Basdevant, le frère de Suzanne Basdevant et Jean Basdevant. Il obtient son doctorat en droit et sera avocat. Il est diplômé de l'École des sciences politiques de Paris. C'est le scoutisme qui va marquer son avenir.

### Le scoutisme
Après avoir dirigé dans les années 30 une troupe d’Éclaireurs unionistes de France (protestants) à Clichy (Seine), André Basdevant continue ses activités chez les Éclaireurs de France. Avec Eugène Arnaud,, il est l'un des organisateurs de la visite de Baden-Powell à Paris en décembre 1936.
Il devient ensuite secrétaire général du bureau inter fédéral (le BIF). Blessé durant la campagne de mai-juin 1940, il ne reprend pas son métier d'avocat. En septembre 1940, après adoption de la charte de l'Oradou, il devient à Vichy le premier secrétaire général du Scoutisme français, le général Joseph Lafont (1874-1961) en étant le président. Son père, Jules Basdevant, étant ministre dans le gouvernement de Vichy, sera le premier à en démissionner le 29 mai 1941, acte considéré comme un des premiers actes publics de résistance. André Basdevant n'en sera pas moins décoré de l'ordre de la Francisque.
Secrétaire général du Scoutisme français, il indique que : « Les scouts n'ont pas hésité à s'associer avec le Secrétariat général à la Jeunesse parce que le Secteur Jeunesse, est à Vichy le plus sain de tous ». Bien qu'il en reçût des subventions, il refuse la collaboration et gagne Alger, ou il est chargé par le gouvernement provisoire de fonctions relatives à la jeunesse.

### Carrière ultérieure
En 1944, il lance l'idée des conseils municipaux de jeunes dans toutes les communes, dans un rapport au Gouvernement provisoire de la République française à Alger. Cette proposition restera sans suite, même si de telles structures commenceront à voir le jour en France entre 1963 et 1967.
À la Libération, il fait partie de ceux qui, plein d'illusions, vont tout reconstruire dans un monde meilleur[réf. nécessaire]. Il est nommé assistant de Jean Guéhenno par le ministre René Capitant qui vient de prendre la direction de la Culture populaire et des mouvements de jeunesse dans le giron de l'Éducation nationale, et qui entretenait des relations avec son père, Jules Basdevant. il fut en exercice de fin 1944 à juillet 1945. Il est inspecteur général de la Jeunesse.
André Basdevant est un des fondateurs de l'Association des Amis d'Anost avec André Bigeard qui, une fois le cinéma de la ville créé le 16 janvier 1946, s'occupe ensuite de la programmation et des projections. En 1978 sera inaugurée une nouvelle salle. Michel Koebel note qu'André Basdevant, pendant ses vingt quatre années de mandat, ne mettra pas en application l'idée qu'il avait lui-même préconisée en 1944 pour toutes les communes françaises.
Il participe à l'inauguration du musée de la Résistance dans le Morvan à Saint-Brisson, en compagnie de Jean-René Suratteau, François Mitterrand (alors président de la République française), Paul Flandin (président du parc naturel régional du Morvan) le 26 juin 1983. Il fut membre titulaire de l'Académie du Morvan, dont son père fut un des cofondateurs, et sa sœur la troisième présidente.

## Publications
- « Jeunesse et éducation populaire », in Les Cahiers politiques, no , 16 décembre 1945
- Robert Baden-Powell, Le carnet du louveteau, édité par André Basdevant, Collection La Bibliothèque de l'Éclaireur, 1958  (ISBN 978-2-603-00676-4)
- Les Gisants d'Anost, 1974
- « D'Alger à Paris, les structures, les hommes et leurs œuvres », [un entretien avec André Basdevant recueilli par Jean-Paul Martin], in Les Cahiers de l'Animation, nos 57-58, 1986, p. 124.
- « Anost, dans la guerre et dans la Résistance », in : Marcel Vigreux, Le Morvan pendant la Seconde Guerre Mondiale, 1996 ; réédité par A.R.O.R.M., Saint-Brisson, en 2009  (ISBN 978-2-9508378-4-4)

## Fonctions
- 1945 : Directeur-adjoint des mouvements de jeunesse et de l'Éducation populaire au sein du ministère de l'Éducation nationale[7]
- Administrateur civil au ministère de l'Éducation nationale
- Inspecteur général honoraire de la Jeunesse et des Sports
- Maire d'Anost de 1965 à 1989
- Vice-président du conseil général de Saône-et-Loire
- Vice-président du parc naturel régional du Morvan

## Décorations
- Ordre de la Francisque
- Officier de la Légion d'honneur
- Commandeur de l'ordre national du Mérite
- Commandeur de l'ordre des Palmes académiques
- Officier de l'ordre des Arts et des Lettres
- Croix de guerre 1939-1945